# Plage de La Palmyre
La plage de La Palmyre ou plage du Clapet, entièrement couverte de sable blond, est une des quatre plages de La Palmyre, station balnéaire de la commune des Mathes, dans le département de la Charente-Maritime et la région Nouvelle-Aquitaine (Sud-Ouest de la France).
Située aux abords de la baie de Bonne Anse, elle appartient à la Côte de Beauté, dont elle constitue la partie occidentale, et se rattache à la presqu'île d'Arvert et à la région naturelle du Royannais. Elle donne sur l’embouchure de la Gironde, près de l’océan Atlantique. Protégée des courants par des bancs de sable en constant mouvement, elle est une plage familiale, labellisée « Tourisme et handicap ». Plage la plus proche du centre-ville, elle est bordée d’une promenade piétonne et cycliste (promenade des deux phares) aménagée dans les dunes, qui forme le front de mer de la station.
La plage est surveillée pendant les mois de juillet et août et dispose d’une rampe d’accès pour les fauteuils roulants et de douches.